# Święty Wiro
Święty Wiro, także Wiro z Odiliënbergu, Wiro z Reormondu, wł. San Wirone (Wiro) – święty katolicki, biskup.
Żyjący na przełomie VII i VIII wieku biskup misyjny. Pochodził z Nortumbrii i podjął działalność misyjną na terenach Holandii. Był założycielem kościoła w Odilienbergu (niderl. Sint Odiliënberg) pod Roermondem, gdzie w 1881 odkryto jego grób. Działalność ewangelizacyjną prowadził razem ze świętymi Plechelmem i Otgerem.
Jest patronem wielu kościołów i diecezji Roermond.
Jego wspomnienie liturgiczne, za Martyrologium rzymskim, obchodzone jest 8 maja, natomiast święto w Roermond przypada na 11 maja w dzienną rocznie translacji.

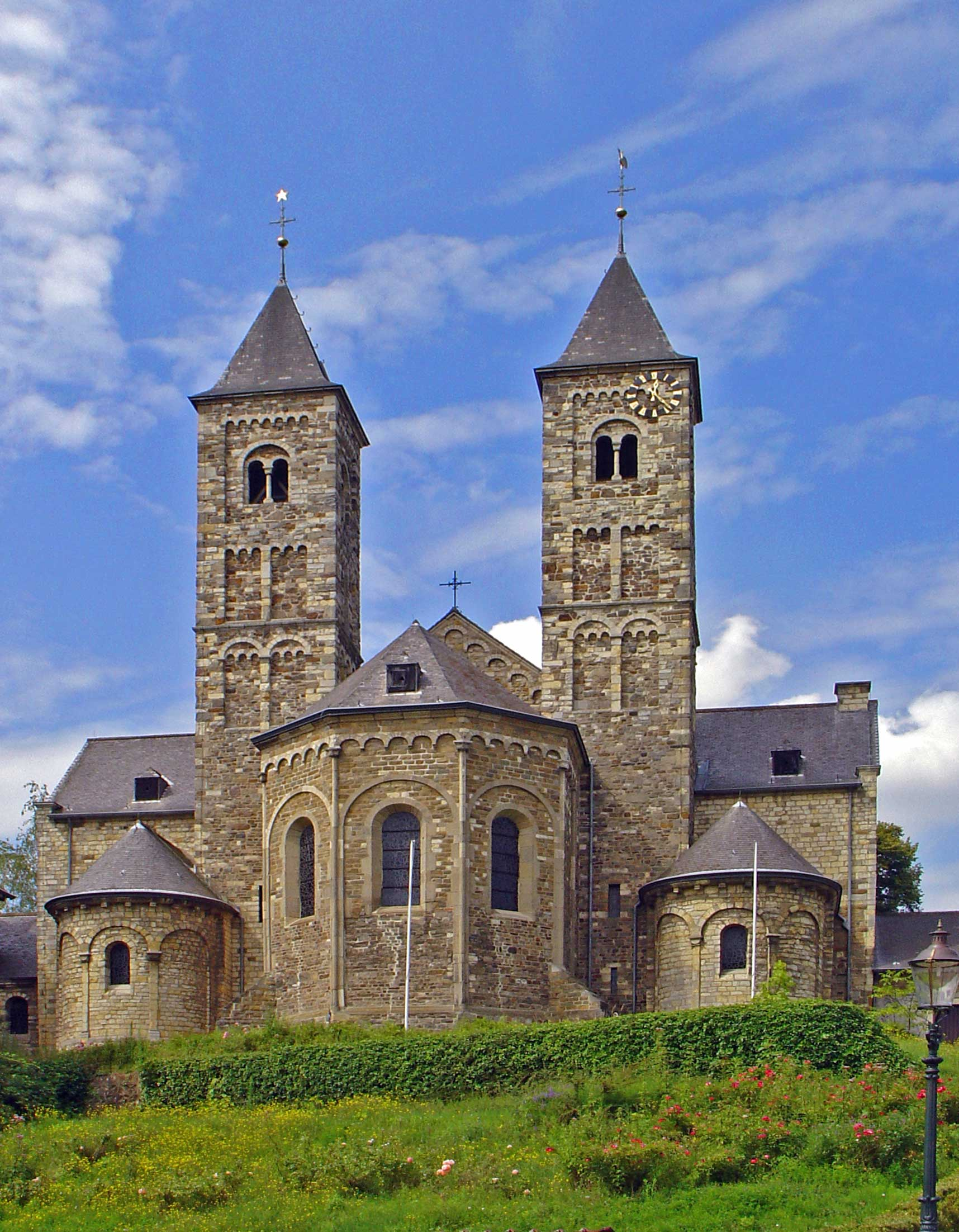
Romańska Bazylika św. Wiro, Plechelmema i Otgera.